# Web SQL Database
Web SQL est une API de stockage dans une base de données basée sur SQL.
L'API est supportée par Google Chrome, Opera, Safari et le navigateur mobile d'Android.
Le consortium W3C a annoncé en novembre 2010 l'arrêt de la spécification. Une autre possibilité de stockage standardisée est IndexedDB.